# Шейн Блек
Шейн Блек (на английски: Shane Black; роден на 16 декември 1961 г.) е американски сценарист, режисьор, продуцент и актьор. Сценарист е на филми като „Смъртоносно оръжие“, „Последният бойскаут“, „Последният екшън герой“ и „Дълга целувка за лека нощ“, а през 2005 г. прави режисьорския си дебют с филма „Целувки с неочакван край“.

## Филмография
| Година | Заглавие                    | Режисьор | Сценарист |
| ------ | --------------------------- | -------- | --------- |
| 1987   | „Смъртоносно оръжие“        |          | да        |
| 1987   | „The Monster Squad“         |          | да        |
| 1989   | „Смъртоносно оръжие 2“      |          | да        |
| 1991   | „Последният бойскаут“       |          | да        |
| 1993   | „Последният екшън герой“    |          | да        |
| 1996   | „Дълга целувка за лека нощ“ |          | да        |
| 2005   | „Целувки с неочакван край“  | да       | да        |
| 2013   | „Железният човек 3“         | да       | да        |
| 2016   | „Любезните пичове“          | да       | да        |
| 2018   | „Хищникът“                  | да       | да        |